# 大アルバニア

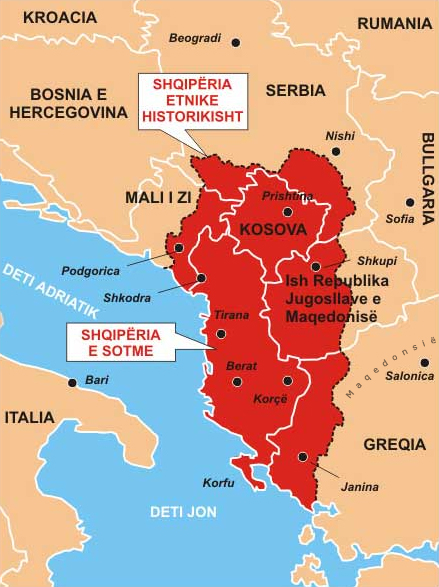
大アルバニアはアルバニア本国とコソボ全土のほか、モンテネグロ、（コソボ以外の）セルビア、北マケドニア、ギリシャの一部にも及んでいる。

大アルバニア（だいアルバニア、アルバニア語:Shqipëria e Madhe）とは、アルバニアの民族主義者によってアルバニアの本来の領土として主張されている地域。歴史的、あるいは現在のアルバニア人の分布がその主張の根拠となっている。この用語は、アルバニア内外にまたがって分布しているアルバニア人の居住地域を統一し、アルバニアの領土とする大アルバニア主義の願望を表している。アルバニア人の間では、「民族的アルバニア」とも呼ばれる。

## オスマン帝国支配下のアルバニア人
20世紀初頭のバルカン戦争以前は、アルバニア人たちの居住地域はオスマン帝国の領土であった。
アルバニア人の独立運動は1878年にコソボを拠点としたプリズレン連盟（en）によって始められ、その目的はオスマン帝国の枠組みの中でのアルバニア人の文化的・政治的自治であった。しかしながら、オスマン帝国はプリズレン連盟の要求には応えようとしなかった。連盟の主張に対するオスマン帝国の反対姿勢は、アルバニア人の独立運動をアルバニアの全民族的な運動へと押し上げていった。

## 民族的アルバニア
民族的アルバニアとは、アルバニアの民族主義者の間で、民族的アルバニア人の歴史的な土地として主張されている地域を指し示す用語である。その範囲には、アルバニア、コソボ、セルビア領の一部（プレシェヴォ（Preševo、アルバニア語ではプレシェヴァ、Preshevë / Presheva）、メドヴェジャ（Medveđa、アルバニア語ではメドヴェジャ、Medvegja）、ブヤノヴァツ（Bujanovac、アルバニア語ではブヤノツィ、Bujanoci）、北マケドニアの西部、モンテネグロ南部のウルチニ（Ulqin / Ulqini、セルビア語ではウルツィニ、Ulcinj）などが含まれる。ギリシャ領イピロスの一部はアルバニア人からはチャメリア（Çamëria）と呼ばれ、「民族的アルバニア」に含まれる場合もある。

## 第二次世界大戦

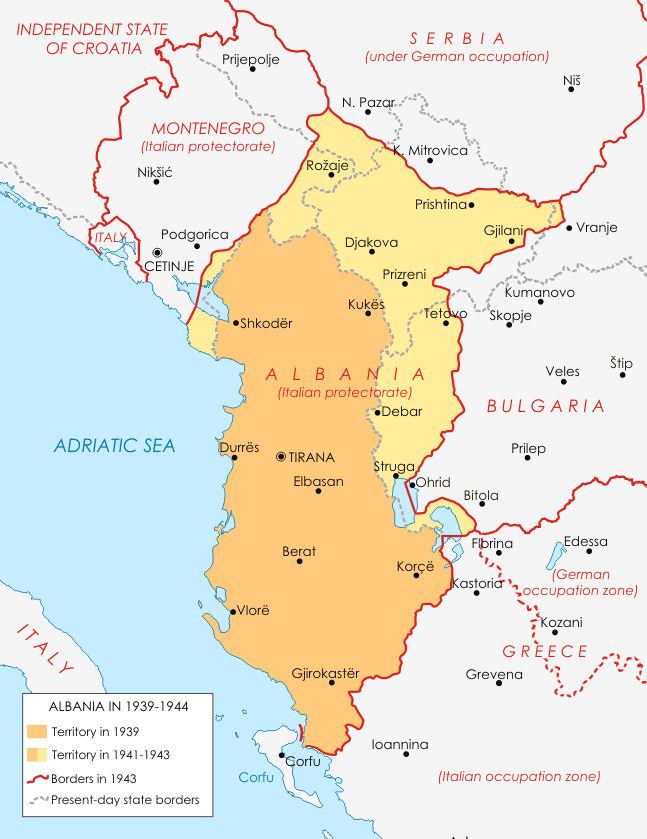
イタリア保護領アルバニア。1941年8月、イタリア軍による

第二次世界大戦中、1941年のユーゴスラビアの敗北後、イタリア軍はユーゴスラビア領のアルバニア人地域を占領し、イタリアの傀儡であったアルバニア政府の統治下においた。この領域には、コソボおよびマケドニア、モンテネグロの一部が含まれる。

## 今日の状況
2008年2月にコソボが独立宣言をおこなった。国際連合では独立したコソボが他国と合邦することは認められないとしているが、このコソボの独立は大アルバニア主義の実現にむけた動きであると解釈されることもある（大アルバニアに含まれる領域を独立させ、アルバニアに併合するかアルバニアと連邦を構成することで大アルバニアを実現しようとする考え方）。2007年3月の国際連合開発計画の調査によると、コソボのアルバニア人のうちわずか2.5%がアルバニアとの統一がコソボにとって最も望ましいと考えている。
2010年代においても大アルバニア主義を正当化する主張と批判は続いている。2014年10月14日、サッカー、ユーロ2016の予選でセルビア対アルバニアの試合がベオグラードで開催されたが、試合中に「大アルバニア主義」の旗を吊り下げたドローンがピッチ上に飛来したことがきっかけとなり、両国の選手やサポーター（観客はセルビア側のみ）による乱闘が発生して没収試合となった。セルビア当局は、事件に関与したとして、VIP席にいたアルバニアのエディ・ラマ首相の弟を逮捕している（詳細はUEFA EURO 2016予選 セルビア対アルバニアを参照のこと）。

## 領土主張

### コソボ
コソボではアルバニア人が人口の大多数を占め、人口の92%がアルバニア人である。

### モンテネグロ
モンテネグロにも一定数のアルバニア人人口があり、その多くが南部のマレシア（Malësia）、ポドゴリツァ、ウルチニ（Ulqini、セルビア語ではウルツィニ、Ulcinj）、ポドゴリツァ近郊のトゥズ（Tuz、セルビア語ではトゥジ、Tuzi）、プラヴァ（Plavë / Plava、セルビア語ではプラヴ、Plav）、グツィ（Guci、セルビア語ではグシニェ、Gusinje）、ロジャヤ（Rozhajë / Rozhaja、セルビア語ではロジャイェ、Rožaje）などに居住している。

### イピロス
イピロス（チャメリア）は1912年11月28日、アルバニア国家の独立宣言によるオスマン帝国軍の退却に伴って、誕生したばかりのアルバニア国家に与えられた。しかし、1913年のロンドン会議（en）によってギリシャ領とされた。戦間期にアルバニアを併合したイタリアが1943年に敗戦してからは、多くのイスラム教徒のチャメリア人（Çams）はイタリア軍にかわってチャメリアを占領したドイツ軍に加わり、チャメリア人部隊を結成した。別のチャメリア人のコミュニティはギリシャのレジスタンス組織である民族解放戦線（en）に加わった。ギリシャの民族解放戦線には1944年の段階でおよそ2500人の戦闘員がいた。1944年、ギリシャの別のレジスタンス組織でイギリスの特殊作戦執行部の指導下にあったギリシャ民族共和同盟によって、チャメリアのアルバニア人はギリシャ領から強制的に退去させられた。1928年のギリシャによる調査では、イピロスには18600人～19600人のイスラム教徒がいた。第二次世界大戦後の初の統計調査では、わずか123人のイスラム教徒のチャメリア人がこの地域にとどまっていた。アルバニアに脱出したイスラム教徒のチャメリア人（およそ20万人がアルバニアに暮らしている）は、およそ3万5千人のイスラム教徒のチャメリア人が戦前まで南イピロスに暮らしていたと主張している。彼らは自身をイピロスを指し示すアルバニア語「チャメリア」（Çamëria）にちなんでチャメリア人（Çam）と呼んでいるが、イピロス人（Epir）の語もまた使用されている。これらチャメリア人の多くは、ギリシャ接収下のイピロスに残した財産の補償を求めている。一方ギリシャの立場からは、このような問題は存在しないものとされる。

### 北マケドニア
北マケドニアの西部にはアルバニア人が多数派を占める地域がある。北マケドニアにおけるアルバニア人の人口はおおむね23%-25%程度と見積もられている。アルバニア人の人口が多い都市には、テトヴァ（Tetova、マケドニア語ではテトヴォ、Tetovo）、ゴスティヴァリ（Gostivari、マケドニア語ではゴスティヴァル、Gostivar）、ストルガ（Struga）、ディベル（Diber、マケドニア語ではデバル（Debar）、および首都のシュクプ（Shkup、マケドニア語ではスコピエ） などがある。1992年、アルバニア人の活動家がストルガで当時のマケドニア共和国内部の自治国家としてイリリダ共和国（Ilirida）の建国を宣言 した。宣言は象徴的な意味しか持たず、イリリダ共和国の自治は実際には北マケドニアに住む同胞も受け入れていない。

### プレシェヴォ渓谷
プレシェヴァ（Presheva、セルビア語ではプレシェヴォ、Preševo）、ブヤノツィ（Bujanoci、セルビア語ではブヤノヴァツ、Bujanovac）の各自治体、およびメドヴェジャ（Medvegja、Medveđa）自治体の一部にもアルバニア人が居住している。2002年の調査によると、プレシェヴァのアルバニア人比率は90%を超えている。ブヤノツィでは54.69%、メドヴェジャでは48.17%となっている。セルビア人とアルバニア人の民族間の緊張や、コソボ紛争後に高まった憎悪は、プレシェヴァ・メドヴェジャ・ブヤノツィ解放軍（Ushtria Çlirimtare e Preshevës, Medvegjës dhe Bujanocit, UÇPMB）の創設によって武力衝突に発展した。「解放軍」の活動目的は、これらの地域をセルビアから分離し、コソボへ編入することであった。

## 政治
バルカン半島におけるアルバニア人問題は、西側列強諸国による決定の結果であった。ある説によると、イギリス、フランス、ドイツ、オーストリア＝ハンガリー帝国が19世紀後半のオスマン帝国退潮後のバルカン地域の微妙な均衡を維持しようとしたとしている。
異なった集団が向かおうとする方向性、そしてそれらの集団が大アルバニア実現のために果たす役割について議論されている。大アルバニア実現を目指して活動をしている集団はごく少数の過激論者に留まり、その域を超えている証拠は見られない。大多数のアルバニア人は隣国との平和共存を望んでいる。しかしながら、アルバニア人がまたマケドニア共和国、セルビア、ギリシャにおけるアルバニア人の人権が守られることを望んでいる。例として、アルバニアとモンテネグロとの友好関係、そしてマケドニア共和国におけるアルバニア人の社会統合への支援などがある。モンテネグロでは中央政府、議会、地方政府、そしてビジネス分野にもアルバニア人の代表がおかれ、組織的な民族的・宗教的差別がアルバニア人やその他の少数民族に対して行われている証拠はない。その他の国々 - セルビア、ギリシャ、マケドニア共和国において、政治家たちは「大アルバニア」の用語を民族的憎悪をあおり、アルバニア人の政治活動家に対して警戒感を抱かせ、アルバニア人少数民族の人権・政治的権利の侵害を正当化するために使用することが少なからず見られる。

## 国際危機グループの調査
国際危機グループは汎アルバニア主義について調査を行い、"Pan-Albanianism: How Big a Threat to Balkan Stability?"（汎アルバニア主義 - バルカン半島の安定に対する脅威はどれ程か? ）という題で2004年2月に発表した。彼らの報告書では、「汎アルバニア主義の主張は、広く知られている、民族的アルバニア人が大アルバニア主義あるいは大コソボ主義実現に熱をあげているとする典型例よりも、実際にはずっと複雑で多層化されている」と述べている。報告書はまた、アルバニア人の間では「大アルバニアや、その他の国境移動が原因となる暴力は、政治的に多数でもなく、道徳的に許容もされない」と指摘している。国際危機グループはアルバニアおよびギリシャの政府に対し、1945年にギリシャを追放されたチャメリア人の問題に関して、この問題が極端な民族主義者にのっとられ政治利用され、チャメリア人の合法的な訴えが他の民族的な抗争のなかに埋没してしまうことがないように、努力と冷静さを求めた。さらに、国際危機グループの調査は、アルバニアがコソボとは別の国として、経済的・文化的結びつきを強めていくことにより強い関心を持っていることを指摘した。